# Mariene ecoregio Chiapas-Nicaragua
De Mariene ecoregio Chiapas-Nicaragua (167) (Engels: Chiapas–Nicaragua marine ecoregion) is een biogeografische regio en ligt in het oosten van de Grote Oceaan in de Mariene provincie Tropische Oostelijke Stille Oceaan (43) in het Marien rijk Tropische Oostelijke Stille Oceaan. De mariene ecoregio is vastgesteld door het World Wide Fund for Nature en The Nature Conservancy en is vernoemd naar Chiapas en Nicaragua.
In het zuidoosten grenst het gebied aan de mariene ecoregio Nicoya (168) en in het westen aan de mariene ecoregio Mexicaanse Tropische Stille Oceaan (166).

## Geografie
De mariene ecoregio ligt in het oosten van de Grote Oceaan voor de zuidkust van Mexico, Guatemala, El Salvador en Honduras, voor de zuidwestkust van Nicaragua en voor een stukje westkust van Costa Rica. Het gebied strekt zich uit van nabij Crucecita bij San Pedro Pochutla tot aan de eilandengroep Islas Brumel van Costa Rica en omvat onder andere de lagunes bij Salina Cruz en de Golf van Fonseca.
Door het gebied stroomt de Californische stroom.

## Biogeografie
Het gebied kent zeeleven dat houdt van tropische temperaturen.